# Nadpasożytnictwo
Nadpasożytnictwo, pasożytnictwo wyższych rzędów, hiperpasożytnictwo, hiperparazytyzm – rodzaj pasożytnictwa wyższego (drugiego, a nawet trzeciego) rzędu, w którym żywicielem pasożyta jest inny pasożyt, co może skutkować pozytywnym wpływem na ograniczenie jego działań na żywiciela podstawowego. Żywicielem nadpasożyta (hiperparasitus) jest pasożyt pierwszego lub drugiego stopnia.

## Przykłady
- Grzyby z rodzaju Trichoderma mogą pasożytować na grzybach chorobotwórczych dla roślin i zmniejszać w ten sposób ich szkodliwość
- Grzyb Ampelomyces quisqualis pasożytujący na grzybach wywołujących mączniaki prawdziwe (grzyby z rzędu Erysiphales)
- Grzyb Eudarluca caricis – pasożyt rdzawnikowców (grzybów z rzędu Uredinales)
- Bakterie Bacillus thuringiensis pasożytują na larwach owadów, będących pasożytami roślin
- Larwy owadów baryłkarza bieliniaka czy złotooka są pasożytami larw owadów pasożytujących na roślinach; można je więc wykorzystać do biologicznej ochrony roślin.
  - Baryłkarz bieliniak również posiada pasożyta z gatunku Lysibia nana.